# Ainhice-Mongelos
Ainhice-Mongelos è un comune francese di 166 abitanti situato nel dipartimento dei Pirenei Atlantici nella regione della Nuova Aquitania.

## Società

### Evoluzione demografica
Abitanti censiti